# Союз освобождения Украины
Сою́з освобожде́ния Украи́ны, СОУ (укр. Союз (Спілка) Визволення України, СВУ, нем. Bund zur Befreiung der Ukraine) (1914—1918) — украинская политическая организация, созданная в начале Первой мировой войны при содействии министерства иностранных дел Австро-Венгрии политическими эмигрантами из Российской империи.

## Организация времён Первой мировой войны
Союз освобождения Украины был официально создан 4 августа 1914 года — фактически с целью оказания поддержки Центральным державам в войне против России. Представлял собой политическую организацию украинских эмигрантов (в основном бежавших из Российской империи, спасаясь от преследования властей за деятельность в ходе Первой русской революции 1905—1907 годов), претендовавшую на представительство интересов российских украинцев. В работе организации также участвовал ряд буковинских и галицких деятелей.
Союз провозгласил своей целью отделение Украины от России и образование самостоятельного монархического государства под протекторатом Австро-Венгрии и Германии. Как стало известно в 1917 году из показаний одного из украинских эмигрантов, вначале предполагалось, что члены СВУ вместе с представителями галицких организаций направятся на украинские территории, которые будут в результате боевых действий оккупированы австрийскими войсками, и займутся там работой «по слиянию с русской Украиной». Когда эти надежды не оправдались, члены СВУ на австрийские средства выполняли некоторые агентурные функции, а впоследствии под немецким руководством вели пропаганду и агитацию в лагерях среди военнопленных-украинцев.
Первоначально в руководство СВУ входили Александр Скоропись-Иолтуховский, Юлиан (Марьян) Меленевский, Владимир Дорошенко, Андрей Жук, Дмитрий Донцов, Николай Железняк. В конце 1914 — начале 1915 гг. Донцов и Зализняк отошли от его деятельности. Как утверждал сам Донцов, «В Вене я не принимал в деятельности союза… никакого участия и вышел из него официально после первого заседания в Вене, когда было отвергнуто мое предложение, чтобы комитет союза осведомлял нас подробно и правильно о своих материальных источниках и расходах».
Центральная резиденция организации располагалась во Львове, но в связи с наступлением русских войск в Галиции была переведена в Вену, где размещалась по адресу Йозефштэдтерштрассе, 79.
К концу 1914 года отношения между австрийскими властями и СВУ охладели. Во-первых, СВУ не смог организовать обещанное сопротивление населения Галиции царской армии. Во-вторых, обнаружились факты нецелевого использования выделенных финансовых средств. В начале 1915 года австрийская финансовая помощь была сокращена, в результате чего СВУ перенёс свою деятельность в основном на территорию Германии. В Берлине центральная резиденция СВУ располагалась по адресу Ляйпцигерштрассе, 131.
Известно, что члены СВУ в 1914 году предлагали финансирование и совместную деятельность против российского правительства другим организациям российских политэмигрантов — в частности, В. И. Ленину и грузинским социал-демократам, — не особенно скрывая источники поступления средств.
Владимир Ильич Ульянов (Ленин) ещё в середине ноября 1914 г. посылает в редакции газет «Форвертс» и «Арбайтер цайтунг» письмо следующего содержания: «…как будто бы я ограничился полемикой против царизма. В действительности же я, будучи убежден, что долг социалистов каждой страны вести беспощадную борьбу с шовинизмом и патриотизмом собственной (а не только неприятельской) страны, резко нападал на царизм и в связи с этим говорил о свободе Украины…»
Редакция органа заграничной организации Украинской социал-демократической рабочей партии «Боротьба» в открытом письме «к российской социалистической эмиграции» в 1915 году заявляла: «Эта организация, состоящая в большинстве из бывших украинских социалистов, назвавшая себя представительницей российской Украины в Австрии и стремящаяся использовать настоящую войну для создания при помощи воюющих с Россией государств самостоятельной украинской монархической державы, находится на денежном содержании австрийского и немецкого правительств… Руководители союза в начале их деятельности старались скрыть даже перед членами их организаций источник и расходование тех громадных денежных сумм, благодаря которым они, люди без всяких личных средств и жившие перед войной на скромные заработки, вдруг стали во главе большого политического предприятия, издающего несколько органов, массу брошюр и книг на различных языках и содержащего целый штат хорошо оплачиваемых помощников, взятых из среды австрийских украинцев, эмигрировавших из Галиции и Буковины в Вену и охотно согласившихся исполнять при союзе роли администраторов, журналистов, редакторов и дипломатов… „Боротьба“ оценивает союз как агентурную организацию правительств центральных государств… питающую надежду на возможность создания центральными государствами „королевства Украины“».

### Пропагандистская, издательская деятельность
В передовой статье первого номера «Вестника Союза освобождения Украины» («Вісник Союзу визволення України») читателям сообщалось, что национально-политической платформой союза является государственная независимость Украины, что формой правления нового государства будет конституционная монархия с демократическим внутренним политическим строем, однопалатным парламентом, гарантировалась свобода вероисповедания и использования родного языка, объявлялась самостоятельность украинской Церкви, а также было обещано немедленное проведение радикальной аграрной реформы в пользу крестьянства. Позднее один из руководителей СВУ Владимир Дорошенко писал, что Союз взял на себя представительство интересов «Великой Украины» перед Центральными державами и вообще перед европейским миром.
4 августа 1914 года СВУ объединила усилия с политической организацией галицких украинцев — Головной Украинской Радой (ГУР).

25 августа 1914 года СВУ выпустил воззвание «К общественному мнению Европы», с изложением своей политической платформы (уже скоррелированной с установками ГУР), согласно которой «политическим постулатом Союза» являлась государственная независимость Украины, а реализацию своих национальных стремлений Союз связывал «с разгромом России на войне, развивая в этом направлении соответственную деятельность». В Воззвании, в частности, говорилось: «Беспримерно вызывающая политика России привела весь мир к катастрофе, подобной которой история ещё не знала. Мы, украинцы, сыновья великого, разделённого между Австрией и Россией народа, неслыханным образом угнетаемого царизмом, сознаём, о чём идёт дело в этой войне… война ведётся между культурой и варварством. Война ведётся, чтобы сломить окончательно идею „панмосковитизма“, который нанёс неисчислимый вред всей Европе и угрожал её благосостоянию и культуре. Из этой идеи, известной под фальшивым именем „панславизма“, Россия сделала орудие своих агрессивных планов, пользуясь политической слепотой славянских народов. Эта идея уже уничтожила Украину как независимое государство, свалила Польшу, ослабила Турцию и закинула свои сети в течение последних лет даже в Австро-Венгрию. 
Воротами для вступления победоносного панмосковитизма в Австро-Венгрию с целью разгрома её должна была служить Галиция. С этой целью Россия уже годами вела подпольную работу среди нашего народа в Галиции. Расчёт был ясен: если наш народ, так грубо порабощённый в России, станет в Галиции на сторону России, задача водружения царских знамён на Карпатах будет чрезвычайно облегчена. Если же, напротив, 30 миллионов украинцев в России под влиянием своих галицийских братьев придут к правильному суждению о своих национальных и политических интересах, тогда рушатся все планы расширения России. 
Без отделения украинских провинций России даже самый ужасный разгром этого государства в настоящую войну будет только слабым ударом, от которого Царизм оправится через несколько лет, чтобы продолжить свою старую роль нарушителя европейского мира. Только свободная… Украина могла бы своей обширной территорией, простирающейся от Карпат до Дона и Чёрного моря, составить для Европы защиту от России, стену, которая навсегда остановила бы расширение царизма и освободила бы славянский мир от вредного влияния панмосковитизма…
В это тяжёлое по своим последствиям время, когда наша нация по обе стороны границы готовится к последней борьбе с исконным врагом, мы обращаемся с этим воззванием ко всему цивилизованному миру. Пусть он поддержит наше правое дело. Мы взываем к нему в твёрдом убеждении, что украинское дело есть также дело европейской демократии».
Это воззвание, а также другая пропагандистская литература печатались в Вене на немецком и украинском языках, а затем доставлялись для распространения в Надднепрянской Украине. Направлялись они также в страны проживания галичан-эмигрантов с целью вербовки среди них пропагандистов и отправки их в Россию.
Тогда же СВУ опубликовал в Софии своё обращение «К болгарскому народу»: «Болгары! В этом шествии против русского владычества мы с вами и народами Австро-Венгрии и Германии станем на одну сторону. Союз освобождения Украины, затаив дыхание, следит за вашими приготовлениями к расплате с Россией, с её безумными союзниками…».
В воззвании СВУ к румынскому народу говорилось: «Лишь разгром России и оттеснение её до этнографических границ прежнего Московского царства положит раз навсегда конец российскому империализму и обеспечит соседей от нападения русских. Обязанность обеспечения своих границ и освобождения Бессарабии от русского владычества побуждает Румынию соединить свой интерес с интересами Австро-Венгрии и Германии».
В «Вестнике Союза освобождения Украины» № 7-8 СВУ обратился и к Швеции с предложением союза с Украиной для сохранения мира Европы от «московского варварства и московской ненасытности».
Ещё одним покровителем лидеров СВУ стала Турция. Незадолго до её вступления в войну СВУ выступил с обращением к турецкому народу, в котором Украина и Турция определялись как союзники, у которых есть общий враг в лице России. Вступление Турции в войну СВУ встретил с воодушевлением. Для установления контактов с турецкими и болгарскими правительственными и гражданскими кругами в Софию и Константинополь были направлены представители СВУ, встретившиеся с турецкими политическими лидерами Энвер-пашой и Талаат-пашой. Турки поддержали стремление создать на руинах побеждённой России независимое украинское государство, которое будет преградой российской экспансии на Балканы и Средиземное море. Считалось, что отрыв Украины от России избавит Турцию от основного геополитического конкурента.

24 октября 1914 года была опубликована декларация министра иностранных дел Турции Талаат-паши по Украинскому вопросу. В ней утверждалось, что образование Украинского государства будет весомой услугой миру и человечности. СВУ признавался общенациональным представительным органом украинского народа, проживающего в российской Украине. Более того — предполагалось, что СВУ сможет подготовить условия для создания украинского воинского соединения, которое бы вместе с турецкими войсками высадилось на Кубани и в северном Причерноморье, в районе Одессы, с целью инициировать волнения среди украинцев, а также восстание на Черноморском флоте.
В этой связи представители СВУ встречались в Константинополе с доверенными лицами военного министра Турции Энвер-паши. Позднее, однако, учитывая антитурецкие настроения большинства населения Кубани и Юга Украины, операцию сочли невозможной. В Турции представители СВУ, при содействии турецкой военной администрации, распространяли среди русских военнопленных брошюры антироссийского содержания, вели работу по выявлению пленных малороссийского происхождения; за согласие называться украинцами последние получали лучшие условия содержания.
Члены СВУ вели информационно-представительскую деятельность в Германии (возглавлял Юрий Скоропись-Иолтуховский), Турции (М. Меленевский), Болгарии (Л. Ганкевич), Румынии (он же), Италии (О. Семенив), Швеции (О. Назарук), Норвегии (он же), Швейцарии (П. Чикаленко). Издавались журнал «Вісник Союзу визволення України» (ред. Владимир Дорошенко, Андрей Жук, Михаил Возняк) и еженедельник «Ukrainische Nachrichten» в Вене, журнал «La Revue Ukrainienne» в Лозанне (Швейцария).
Было издано более 50 книг и 30 брошюр на нескольких языках. Среди них «Ukraina, Land und Volk» C. Рудницкого, «Geschichte der Ukraine» Михаила Грушевского, «Півтораста літ украінської політичної думки» и «Українство в Росії» В. Дорошенко, «Галичина в житті України» Михаила Лозинского, «Національне відродження австро-угорських українців» В. Гнатюка, «Українськи Січові Стрільці» В. Темницкого.

### Деятельность на российской территории
По данным Департамента полиции, с началом военных действий группа деятелей украинского национального движения выехала из Галиции и Австрии в Киев, привезя с собой большое количество прокламаций под названием «К украинскому народу» с призывами к восстанию. В эту группу входили доктор Лонгин Цегельский, Вячеслав Будзиновский, Николай и Лев Ганкевичи, Феофил Мезеня, Юлиан Бачинский, Юрий Скоропись-Иолтуховский и Стефан Баран. Перед выездом они провели совещание с профессором М. С. Грушевским. В Киеве они собирались в украинском клубе «Родина» и на Большой Владимирской улице, где присутствовали главные руководители киевских активистов украинского национального движения, а также представители Полтавы, Харькова, Екатеринослава и Одессы.
На собрании в «Родине» была основана «Главная рада Союза освобождения Украины», перед которой была поставлена задача вести пропаганду среди населения и войск российской Украины с целью вызвать восстание, привлекая к участию в пропагандистской работе украинские студенческие организации в Петрограде, Москве, Юрьеве, Варшаве и Одессе, которые, в свою очередь, должны были передать директивы Рады провинциальным «кружкам» («гурткам»).
С началом деятельности «Главной рады» киевские лидеры украинского движения пригласили Грушевского немедленно приехать в Киев и взять на себя руководство. Грушевский выехал из Галиции через Будапешт в Вену, где провёл совещания с депутатами-украинцами и представителями австрийского правительства, а затем через Венецию и Балканы уехал в Киев, где и был арестован российскими властями в ноябре 1914 года.
По данным Департамента полиции, с целью распространения прокламаций «Рады» и агитации среди населения Южной России в пользу Австро-Венгрии Лонгин Цегельский выезжал в Киевскую губернию, Лев Ганкевич — в Харьковскую, Николай Ганкевич — в Бессарабскую и Херсонскую губернии.

### Работа с военнопленными
В годы войны СВУ вёл националистическую пропаганду среди российских военнопленных украинского происхождения, содержавшихся в лагерях на территории Австрии (Фрайштадт), Венгрии (Дунай-Сердагель) и Германии (Раштат, Зальцведель и Вецляр).
По ходатайству СВУ украинских пленных сосредоточили в отдельных лагерях (около 50 тысяч в Германии и 30 тысяч в Австрии), где для них была организована культурно-просветительная и пропагандистская работа — школы, библиотеки, читальни, хоры, оркестры, театры, курсы украинской истории и литературы, кооперации, политэкономии, немецкого языка. В лагерях выпускались газеты на украинском языке: «Рассвет» (Раштат), «Свободное слово» (Зальцведель), «Общественное мнение» (Вецляр), «Развлечение» (Фрайштадт), «Наш голос» (Йозефштадт).
В лагерях для пленных была создана организация «Січова». Всем записавшимся в «сечевики» предоставлялись различные льготы. «Сечевики» помогали германским солдатам нести охрану российских военнопленных. Совместно с германским Генштабом СВУ занимался организацией диверсионных групп, направляемых в тыл Русской армии. Первая группа начала действовать в феврале 1916 года.

### 1917—1918
После Февральской революции 1917 года в России от ряда членов СВУ послышались заявления, что продолжение войны было бы опасно для завоёванной народами России свободы. Союз ограничил свою деятельность помощью пленным и защитой этнических украинских территорий, оккупированных австро-германскими войсками, от претензий со стороны Польши. При содействии его представителей в 1918 году из пленных украинцев были сформированы две украинские дивизии — «синежупанников» под командованием генерала В. Зелинского в Германии и «серожупанников» в Австрии, которые позднее вошли в армию УНР.
Некоторые члены СВУ попытались вернуться на родину, но, не допущенные Временным правительством, были вынуждены остановиться в нейтральном Стокгольме, ставшем во время войны центром тайных контактов эмиссаров всех держав и групп влияния. В ноябре, после прихода к власти большевиков, они обратились в Совнарком РСФСР за разрешением проследовать в Киев транзитом. Советский представитель в Стокгольме Вацлав Воровский в телеграмме от 23 декабря 1917 года (5 января 1918 года) ходатайствовал перед Лениным о пропуске двух из них — Скоропись-Иолтуховского и Меленевского. В конце января 1918 года оба они смогли попасть на Украину.
Ещё находясь в Стокгольме, члены СВУ призывали Центральную раду к необходимости немедленно вступить в переговоры с Центральными державами, поскольку иначе сепаратный мир, который с Центральными державами без участия Украины сможет заключить Советская Россия, по их мнению, мог значительно укрепить Совнарком РСФСР в качестве единственного правомочного правительства бывшей Российской империи. Вдохновлял киевских политиков произвести переориентацию на сепаратный мир с Центральными державами, по-видимому, и украинский эсер Н. К. Зализняк, остававшийся за границей бывший член Союза освобождения Украины.
Союз формально прекратил деятельность с 1 мая 1918 года.

## Дело 1929—1930 годов
Союз освобождения Украины — мифическая организация, созданная в 1929 году органами ГПУ УССР для дискредитации украинской научной интеллигенции. С СВУ времён Первой мировой войны эта организация никаких связей не имела — чекисты просто использовали старое название.
В ходе судебного процесса над «членами» СВУ репрессировано 474 человек. К высшей мере наказания были осуждены 15, приговорено к различным срокам заключения — 192, высланы за пределы Украины — 87, условно осуждены — 3, освобождены от наказания — 124 человека. По воспоминаниям участников процесса Б. Ф. Матушевского и Ю. В. Виноградова, уполномоченный ГПУ вести дознание следователь Соломон Брук на допросах не уставал повторять: «Нам нужно украинскую интеллигенцию поставить на колени, это наша задача — и она будет выполнена; кого не поставим — перестреляем!»